# Hysterektomie
Hysterektomie (z řeckého ὑστέρα, hystera, tj. „děloha“ a εκτομία, ektomia, tj. „vyříznutí“) je chirurgické odstranění dělohy, obvykle prováděné gynekologem. Hysterektomie může být celková (odstranění děložního těla, dna a hrdla; označovaná též jako totální) nebo částečná (odstranění děložního těla, při zachování zbytku dělohy; označovaná též jako supracervikální). Jedná se o nejčastější gynekologický chirurgický zákrok.

## Indikace
Odstranění dělohy způsobuje, že pacientka nemůže mít děti. Někdy může dojít i k ovlivnění hormonálních hladin. Z toho důvodu se u žen ve fertilním věku (tj. kdy žena ještě může otěhotnět) zákrok doporučuje pouze pro několik specifických okolností:
- některé typy rakovin rozmnožovací soustavy (dělohy, děložního hrdla,vejcovodů, vaječníků)
- závažná myomatoza, stav kdy svalovina dělohy tvoří nekontrolovaně uzly, které způsobují silnou a/nebo bolestivou menstruaci nebo dělohu zvětšují tak, že ženě způsobuje potíže(bolesti břicha, potíže s močením)
- v rámci profylaktické léčby pro osoby buď se silnou rodinnou anamnézou rakovin rozmnožovací soustavy (zejména rakovina prsu ve spojení s mutací genů BRCA1 a BRCA2), nebo jako součást zotavení z těchto druhů rakoviny
- adenomyóza (závažnější forma endometriózy, při které děložní sliznice roste do děložní stěny a někdy jí i prorůstá) poté co byly vyčerpány všechny farmaceutické možnosti
- změna pohlaví z ženského na mužské (součást genderového přechodu)
- těžké vývojové poruchy
- akutně při masivním poporodním krvácení, kdy jiný způsob nepomáhá a je ohrožen život rodičky, např. v případě placenty vrostlé do svaloviny dělohy (placenta increta)

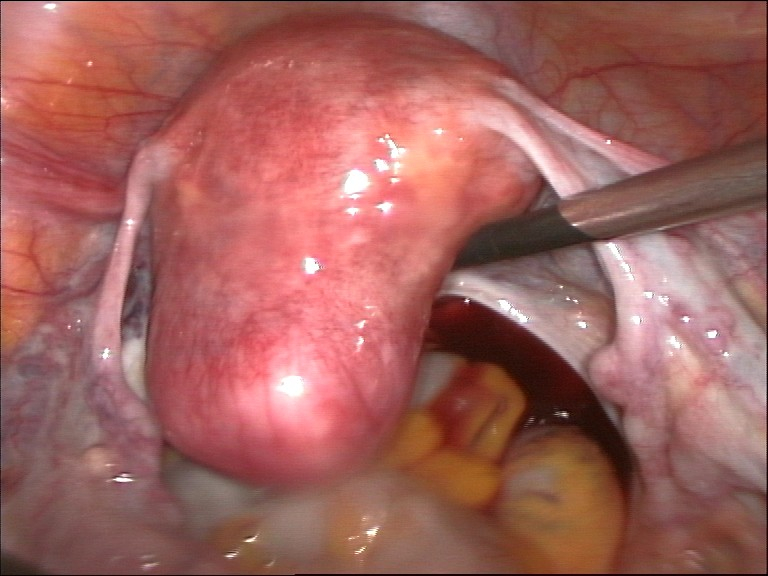
děloha před hysterektomií
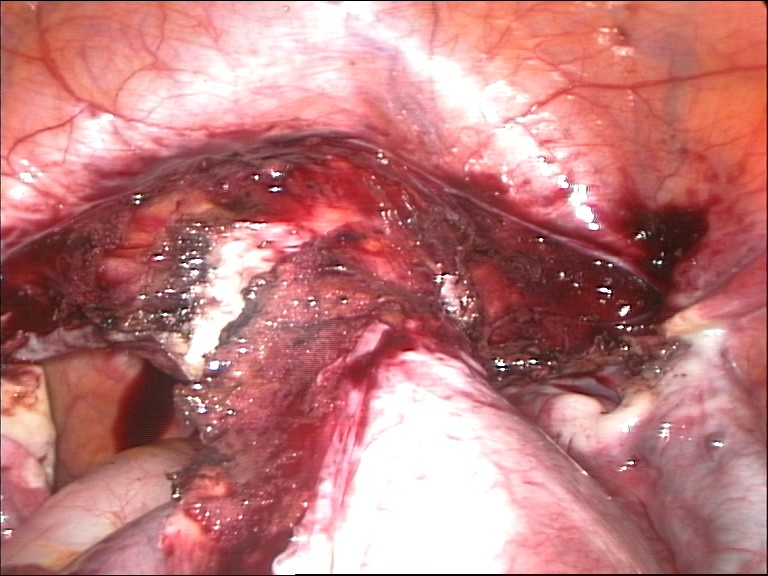
laparoskopická hysterektomie
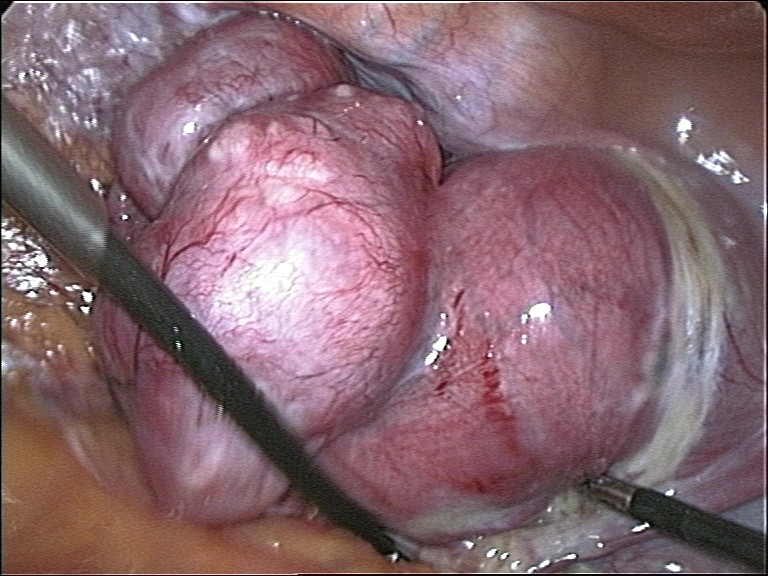
transvaginální extrakce dělohy při totální laparoskopické hysterektomii
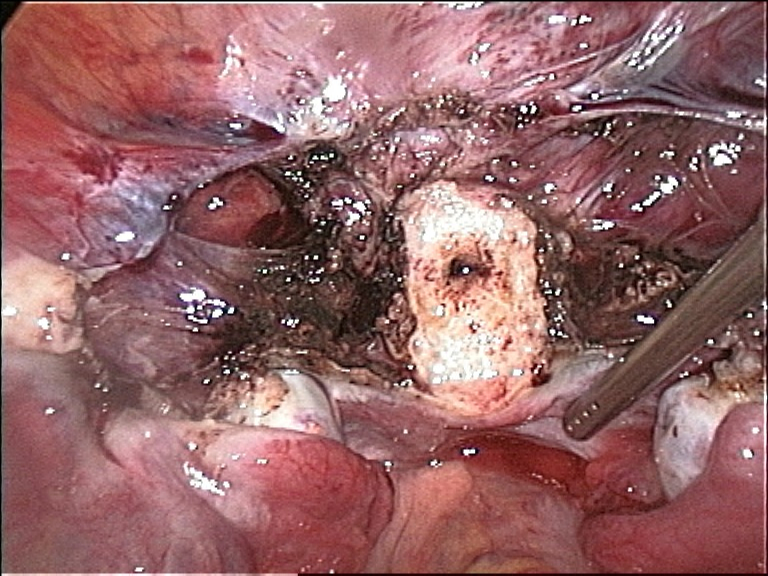
cervikální pozůstatek (bílý) po odstranění těla dělohy při laparoskopické supracervikální hysterektomii
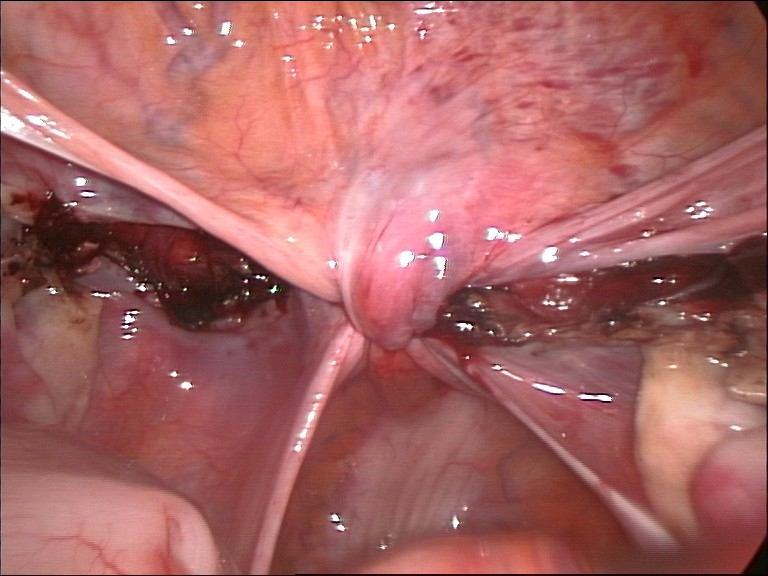
ukončení laparoskopické hysterektomie